# 이스타디우 두 베사 XXI
이스타디우 두 베사 XXI(포르투갈어: Estádio do Bessa XXI)는 포르투갈 포르투에 위치한 축구 경기장으로, 보아비스타 FC의 홈구장으로 사용되고 있으며 28,263명을 수용할 수 있다. UEFA 유로 2004 경기장으로 선정되었다.